# Корабль дураков (фильм)
«Корабль дураков» (англ. Ship of Fools) — художественный драматический фильм режиссёра Стэнли Крамера, вышедший на экраны в 1965 году. Экранизация одноимённого романа Кэтрин Энн Портер. Последняя роль Вивьен Ли.
Актёрский состав картины многонационален: Крамер собрал вместе американцев, французов, австрийцев, немцев, шведов и мексиканцев. Лента получила два «Оскара» и ещё шесть номинаций, в том числе за лучший фильм года.

## Сюжет
Герои — пассажиры корабля — люди разных национальностей, представители разных слоёв общества, отправляются в далёкое путешествие через океан на гигантском лайнере «Вера», прозванном одним из пассажиров, философствующим карликом Глоккеном (Майкл Данн), «Кораблём дураков», аллюзия на поэму Бранта и более поздние произведения.
Они стараются убежать от прежней жизни, прячась за сумрачными надеждами, что по завершении путешествия все проблемы решатся сами собой. В столкновениях и переживаниях героев просматривается аллегорическое изображение человеческого общества, в котором далеко не каждый в конце своего пути сможет получить то, зачем отправлялся в плавание.
Судно направляется в немецкий город Бремерхафен и по дороге подбирает на борт более 600 депортированных испанских рабочих. Судовой доктор Шуман (Оскар Вернер) постепенно влюбляется в испанскую графиню-бунтарку (Симона Синьоре), чьё имя не называется. На корабле графиня направляется в испанскую тюрьму, где её должны судить. Возлюбленные понимают, что скоро расстанутся навсегда, и в эти дни наслаждаются обществом друг друга. Графиня случайно узнаёт, что у Шумана имеются давние и серьезные проблемы с сердцем.
Более молодое поколение на борту представляют художник Дэвид (Джордж Сигал) и его красавица-подруга Дженни (Элизабет Эшли). Пара часто ругается и однажды даже решает расстаться, но к концу путешествия сходится вновь. Разведённая 46-летняя кокетка Мэри Трэдуэлл (Вивьен Ли) много пьёт и даже влюбляет в себя одного из офицеров.
Фильм затрагивает вопрос антисемитизма в высших кругах немецкого общества накануне Второй мировой войны. Так, например, для евреев первого класса в столовой корабля был устроен столик, отдельный от остальных. Когда стало известно, что один из господ был женат на еврейке, его отсадили за этот стол, что привело к скандалу и обличению им его бывших соседей. Далее в беседе этот господин рассказывает, что под давлением общественного мнения был вынужден расстаться с женой и бежал в Мексику.
Плавание подходит к концу. Графиню арестовывают, она прощается с доктором и уезжает в сопровождении конвоиров. На сушу сходят все, кроме одного человека — доктора Шумана, который после расставания с любимой прикладывается к спиртному и скоропостижно умирает от сердечного приступа.

## В ролях
- Оскар Вернер — доктор Вильгельм Шуман
- Симона Синьоре — графиня
- Вивьен Ли — Мэри Трэдуэлл
- Элизабет Эшли — Дженни Браун
- Джордж Сигал — Дэвид
- Ли Марвин — Тэнни
- Хосе Феррер — нацист Рибер
- Хайнц Рюман — Юлиус Лёвенталь
- Майкл Данн — карлик Карл Глоккен
- Хосе Греко — Пепе
- Чарльз Корвин — капитан Тиль
- Лилия Скала — фрау Хуттен

## Награды и номинации
- 1965 — премия Нью-Йоркского общества кинокритиков за лучшую мужскую роль (Оскар Вернер).
- 1966 — две премии «Оскар» за лучшую работу оператора в чёрно-белом фильме (Эрнест Ласло) и за лучшую работу художника-постановщика и декоратора в чёрно-белом фильме (Роберт Клатворти, Джозеф Киш), а также шесть номинаций: лучший фильм (Стэнли Крамер), лучший адаптированный сценарий (Эбби Манн), лучшая мужская роль (Оскар Вернер), лучшая женская роль (Симона Синьоре), лучшая мужская роль второго плана (Майкл Данн), лучшая работа художника по костюмам в чёрно-белом фильме (Билл Томас, Жан-Луи).
- 1966 — три номинации на премию «Золотой глобус»: лучший фильм — драма, лучшая мужская роль — драма (Оскар Вернер), лучшая женская роль — драма (Симона Синьоре).
- 1966 — две номинации на премию BAFTA: лучший зарубежный актёр (Оскар Вернер), лучшая зарубежная актриса (Симона Синьоре).
- 1966 — премия Национального совета кинокритиков США за лучшую мужскую роль (Ли Марвин), а также попадание в десятку лучших фильмов года.
- 1966 — номинация на премию Гильдии сценаристов США за лучшую американскую драму (Эбби Манн).